# Autor
Autor, twórca (łac. auctor - sprawca, twórca) – osoba, która tworzyła lub współtworzyła dzieło (utwór w rozumieniu prawa autorskiego).

## Twórca utworu zależnego
Typowym przykładem takiego twórcy jest tłumacz. Nie jest autorem tłumaczonego tekstu, ale w rozumieniu prawa autorskiego jest twórcą tłumaczenia - autorem tłumaczenia.

## Koncepcje autorstwa
Pojęcie autorstwa nie jest jednoznaczne i podlegało znacznej ewolucji. W średniowiecznej Europie nie przykładano wagi do autorstwa i teksty były rozpowszechniane jako anonimowe, a w klasycznej literaturze Wschodu uznaniem cieszyły się utwory składające się z cytatów zaczerpniętych z innych dzieł.
Współcześnie prawo autorskie jest jednym z najważniejszych zagadnień w udostępnianiu twórczości, w tym również w tych dziedzinach życia, w których dzieło jest zwykle wynikiem pracy wielu osób (np. kod źródłowy programu w informatyce lub formy współpracy przez Internet takie jak Wikipedia; przykładem wspólnym dla obu zjawisk jest chociażby Linux).

## Polskie prawo autorskie
Autorem jest osoba fizyczna, która wniosła twórczy wkład do utworu. Jest to kwestia faktu (a nie prawa), innymi słowy – istnienia więzi osoby z utworem. Więź tę chroni prawo do autorstwa, jedno z autorskich praw osobistych . Prawa te powstają na rzecz autora, tak więc nie można zrzec się statusu autora ani przenieść go na inną osobę. Co do zasady na rzecz autora powstają też majątkowe prawa autorskie, które podlegają obrotowi.
Na oznaczenie autora w ustawie o prawie autorskim i prawach pokrewnych ustawodawca posługuje się także (niekonsekwentnie) pojęciem „twórca”. Status współautorów mają osoby, które w procesie tworzenia utworu (jako całości) współpracowały ze sobą, a ich twórcze wkłady są możliwe do oznaczenia.
W zależności od kategorii dzieła różne osoby są odpowiedzialne za nadanie mu cech utworu. Twórcami utworów zależnych są tłumacze, autorzy opracowań edytorskich, aktorzy i wykonawcy muzyczni. W wypadku przedstawień autorem jest osoba odpowiadająca za nadanie dziełu wyrazu artystycznego i szczególnego charakteru. Współautorami utworu audiowizualnego są w szczególności: reżyser, operator obrazu, twórca adaptacji utworu literackiego, twórca tworzonych dla utworu audiowizualnego utworów muzycznych lub słowno-muzycznych oraz twórca scenariusza.